# Bob Barker
Pour les articles homonymes, voir Barker.
Robert William Barker, dit Bob Barker, est un producteur et animateur d'émissions de jeux télévisés américain, puis défenseur des droits des animaux, né le 12 décembre 1923 à Darrington (État de Washington) et mort le 26 août 2023 à Hollywood Hills (Los Angeles, Californie). Il est surtout connu pour avoir animé pendant plus de trente-cinq ans l'émission The Price is Right sur la chaine CBS, de 1972 à 2007.

## Biographie

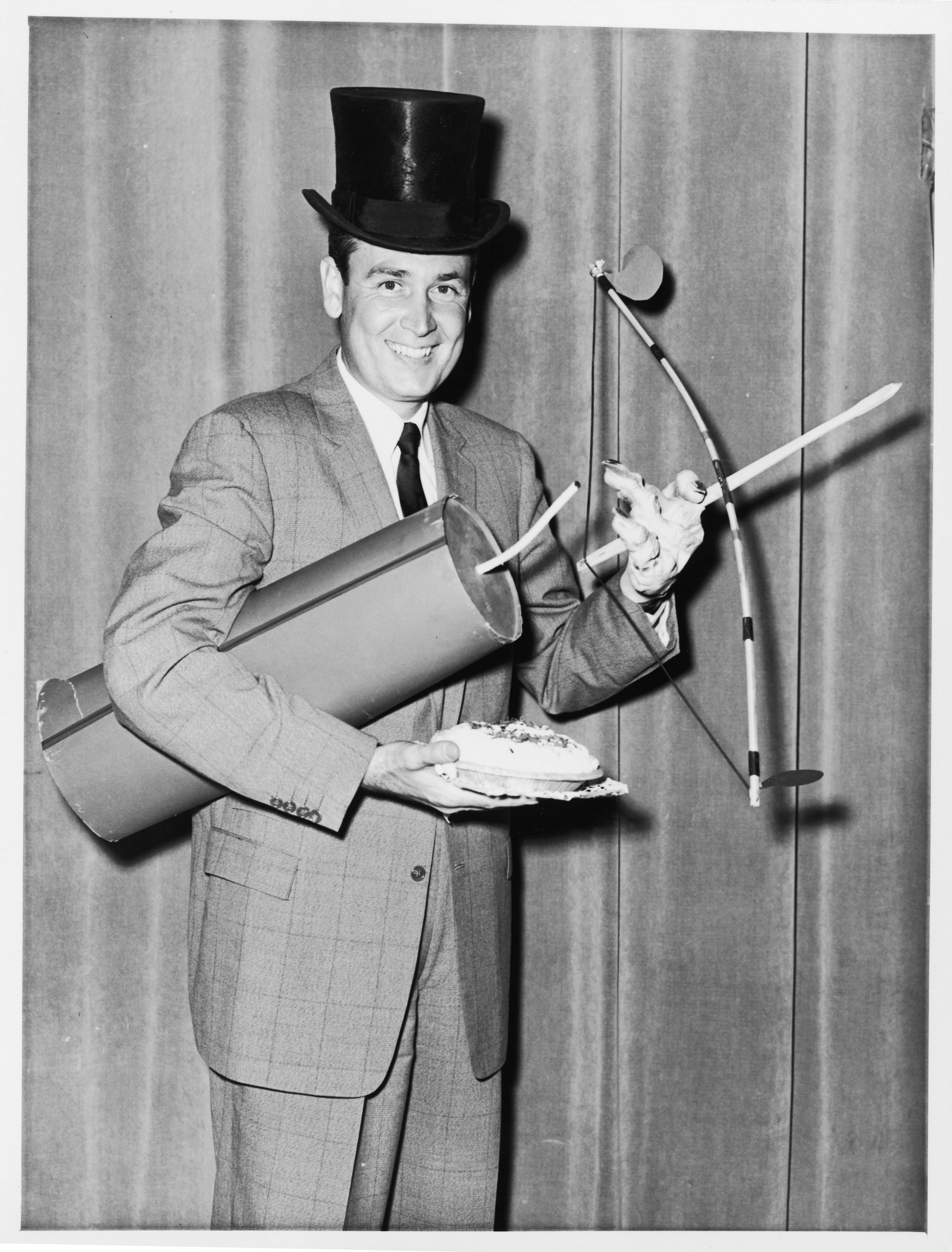
Bob Barker dans Truth or Consequences vers 1958.

Bob Barker est connu pour avoir animé pendant trente-cinq ans l'émission The Price is Right sur la chaine CBS (de 1972 à 2007) en faisant ainsi la plus longue émission de jeux de l'histoire de la télévision nord-américaine. Auparavant, Bob Barker a animé Truth or consequences pendant dix-neuf ans, de 1956 à 1975. Cette émission fut originellement diffusée sur la radio NBC en 1940, puis à la télévision à partir de 1950 sur les chaînes NBC puis CBS et en diffusion sur plusieurs chaînes.
Bob Barker prend sa retraite en juin 2007. Après la mort de son épouse Dorothy Jo, il se consacre à la défense des droits des animaux.
Il meurt le 26 août 2023, à l'âge de 99 ans, à Hollywood Hills en Californie,.

### Défense de la cause animale

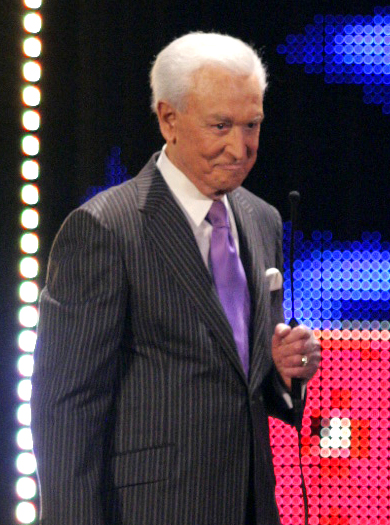
Bob Barker en 2009.

#### Éléphants
En 2007, Bob Barker donne 750 000 dollars pour permettre à une association de protection des animaux, PAWS (Performing Animals Welfare Society), de transporter l'éléphante Maggie séjournant depuis 1983 au zoo d'Anchorage en Alaska vers ARK 2000, un sanctuaire situé en Californie. C'est un avion cargo C-17 de l'US Army, financé par Bob, qui est affrété spécialement pour cette opération, le 6 juin 2007. Le sanctuaire est situé sous un climat plus adapté aux besoins des éléphants. C'est un parc spacieux qui est conçu pour donner aux éléphants une réelle impression de vie sauvage et favorise leur vie sociale, très importante pour les éléphants.
Bob tente d'intervenir en faveur de Lucy, seule éléphante au zoo d'Edmonton Valley, et de l'emmener à ARK 2000 au sanctuaire Paws, mais sans succès. En 2012, en revanche, Bob Barker finance le transport des trois éléphantes (Iringa, Toka et Thika), du zoo de Toronto vers ARK 2000, en camion à dix-huit roues. Bob Barker estime que le climat canadien ou l'Alaska n'est pas du tout adapté aux éléphants, et de plus, qu'ils ont besoin de vivre en groupes dans un grand espace.

#### Baleines
En janvier 2010, la Fondation Sea Shepherd Conservation Society annonce qu'il a donné en toute discrétion 5 000 000 $ afin d'acheter et d'équiper un bateau brise-glace pour lutter contre la chasse à la baleine opérée illégalement par le navire japonais Nisshin Maru ainsi que tous les « marus » dans les océans du Sud.
Le fondateur de Sea Shepherd, le capitaine Paul Watson, décide de baptiser leur navire Bob Barker.
Le 12 Novembre 2022, le MY Bob Barker a été envoyé en Turquie pour démantèlement après que Paul Watson a été évincé de Sea Shepherd.

## Émissions présentées
- 1967-1987 : Miss Univers (concours de beauté)
- 1972-2007 : The Price Is Right (jeu télévisé)
- 2002 : The Price Is Right 30th Anniversary Special
- 2002 : The Price Is Right Primetime Specials
- 2003 : The Price Is Right Million Dollar Spectacular
- 2007 : A Celebration of Bob Barker's 50 Years in Television (télévision)

## Apparitions dans des films et séries
Bob Barker figure dans le film Happy Gilmore, où il se livre à un combat avec le personnage interprété par Adam Sandler.
Dans la série How I Met Your Mother, épisode 20 de la saison 2, Barney déclare que son père est Bob Barker.
Sa tête conservée apparaît dans la série animée Futurama, dans l'épisode 11 de la saison 2 (« Le moins pire des deux ») ; il y présente l'élection de Miss Univers.
Dans l'épisode La Quête, de la cinquième saison de Buffy contre les vampires, Spike tente de faire croire à Gloria que Bob Barker est la Clé mystique que recherche la déesse.
Dans Alf, dans l’épisode 14 de la saison 2 (Le Voisin), le caniche des Ochmonek s’appelle Bob Barker (possible jeu de mots avec le verbe anglais « to bark » qui signifie « aboyer »).

## Récompenses
Bob Barker reçoit le Slammy Award 2009 du « Guest Host of the Year » des mains de Vince McMahon, PDG de la World Wrestling Federation Entertainment.
Au cours de sa carrière, il reçoit un total de 19 Emmy Awards.